# Waleria Galouza
Waleria Galouza (* 17. Juli 1985 in Minsk, Sowjetunion) ist eine niederländische ehemalige  Handballspielerin.

## Karriere
Waleria Galouza kam mit acht Jahren aus Belarus in die Niederlande, wo ihr Vater Anatoli Galouza beim Handballverein E&O Emmen als Handballtorwart spielte. Nachdem sie im Alter von 12 Jahren versuchte, eine Tenniskarriere zu starten, konzentrierte sie sich ab 16 wieder voll auf Handball. Sie spielte in der Frauenmannschaft von E&O Emmen, mit der sie 2003 in die Eerste Divisie, die höchste niederländische Spielklasse, aufstieg.
2004 wechselte die 1,84 Meter große rechte Rückraumspielerin in die deutsche 2. Frauen-Bundesliga zum SC Greven 09, bei dem sie zwei Jahre spielte. 2006 wechselte sie zum Ligakonkurrenten SVG Celle, mit dem sie zur Saison 2009/10 in die 1. Frauen-Bundesliga aufstieg.
2010 hatte Galouza aufgrund der Belastung durch ihren Job in einer Bäckerei, ihr Wirtschaftswissenschaften-Fernstudium, das tägliche Handballtraining und die Bundesligaspiele einen Burn-out. Deshalb hörte sie auf mit dem Handball. Nach einem Jahr Pause und dem Abschluss ihres Studiums schloss sie sich 2011 dem Zweitligisten VfL Wolfsburg an. In der Saison 2012/13 lief Galouza erneut für den SVG Celle auf.
Waleria Galouza bestritt zwei Spiele für die niederländische Nationalmannschaft.